# 제주맥주
제주맥주 주식회사는 제주시 한림읍 금능농공길 62-11에 본사를 둔 주류 기업이다.

## 역사 및 현황
2015년 2월 9일에 설립되었으며, 2016년 11월 7일 임시주주총회에서 상호의 변경 승인으로 인하여 제주브루어리에서 제주맥주로 상호를 변경하였다.
2021년 5월 26일에는 테슬라 요건(이익미실현 특례)을 통해 코스닥 시장에 상장하였다.
2024년 기준 중국 화룬맥주와 한국 독점 유통 계약을 맺고 유통중이다.

## 같이 보기
- 데일리비어
- 앤호이저 부쉬 인베르
- 사이공 비어
- 워털루 브루잉
- 스톤브릿지벤처스